# Thalsdorf
Thalsdorf ist eine Ortschaft in der Gemeinde St. Georgen am Längsee im Bezirk Sankt Veit an der Glan in Kärnten (Österreich). Die Ortschaft hat 195 Einwohner (Stand 1. Jänner 2024). Sie liegt auf dem Gebiet der Katastralgemeinde Launsdorf.

## Lage
Die Ortschaft liegt im Zentrum der Gemeinde Sankt Georgen am Längsee, im Süden des Bezirks Sankt Veit an der Glan, östlich des Bezirkshauptorts. Sie liegt südlich des Otwinskogels, am Übergang von der Launsdorfer Senke zum Sankt Veiter Hügelland. Zum Ort gehört auch der mit dem Auto nur über Launsdorf erreichbare Hof Oberweinzer.

## Geschichte
1281 wird der Ort als Dalesdorf erwähnt.
Auf dem Gebiet der Steuergemeinde Launsdorf liegend, gehörte der Ort in der ersten Hälfte des 19. Jahrhunderts zum Steuerbezirk Osterwitz. Bei der Bildung der Ortsgemeinden im Zuge der Reformen nach der Revolution 1848/49 kam Thalsdorf an die Gemeinde Sankt Georgen am Längsee.

## Bevölkerungsentwicklung
Für die Ortschaft ermittelte man folgende Einwohnerzahlen:
- 1869: 20 Häuser, 165 Einwohner[2]
- 1880: 22 Häuser, 150 Einwohner[3]
- 1890: 21 Häuser, 173 Einwohner[4]
- 1900: 19 Häuser, 131 Einwohner[5]
- 1910: 21 Häuser, 182 Einwohner[6]
- 1923: 22 Häuser, 178 Einwohner[7]
- 1934: 227 Einwohner[8]
- 1961: 38 Häuser, 188 Einwohner[9]
- 2001: 53 Gebäude (davon 49 mit Hauptwohnsitz) mit 60 Wohnungen; 162 Einwohner und 18 Nebenwohnsitzfälle; 57 Haushalte; 2 Arbeitsstätten, 12 land- und forstwirtschaftliche Betriebe[10]
- 2011: 65 Gebäude, 179 Einwohner, 70 Haushalte, 10 Arbeitsstätten[11]
- 2021: 72 Gebäude, 196 Einwohner, 78 Haushalte, 18 Arbeitsstätten[12]